# Miejski Park Ekologiczny im. Włodzimierza Puchalskiego w Śremie
Miejski Park Ekologiczny im. Włodzimierza Puchalskiego – park zlokalizowany w Śremie, na terenie osiedla Helenki, pomiędzy ulicami Kilińskiego, aleją Solidarności, Puchalskiego i gen. Sikorskiego. Powierzchnia parku wynosi ok. 22 ha. 
Park o powierzchni ok. 22 ha powstał na podstawie uchwały Rady Miejskiej z dnia 8 listopada 1995 roku. Jego obszar obejmuje tereny zielone oraz małe jezioro razem z przybrzeżnymi szuwarami, tworzą one użytek ekologiczny „Bagienko” o powierzchni 4,8 ha. Na terenie parku rosną m.in. klony zwyczajne, dęby szypułkowe, lipy drobnolistne, wierzby szare, topole czarne, jawory, olsze czarne, jesiony wyniosłe, brzozy, buki, graby, wiązy.
W 2012 wytyczono tu dwie ścieżki dla miłośników biegania, noszą one nazwy „Tajemniczego bagienka” i „Niezapomnianej przebieżki”. 
Jeziorko jest tematem licznych podań i legend m.in. o podwójnym dnie.